# Alternanthera scandens
Alternanthera scandens är en amarantväxtart som beskrevs av Theodor Carl Karl Julius Herzog. Alternanthera scandens ingår i släktet alternanter, och familjen amarantväxter. Inga underarter finns listade i Catalogue of Life.